# Surcenage
Le surcenage est un terme très localisé  en Lorraine dans le Massif vosgien pour désigner le défrichement par l'annélation. 

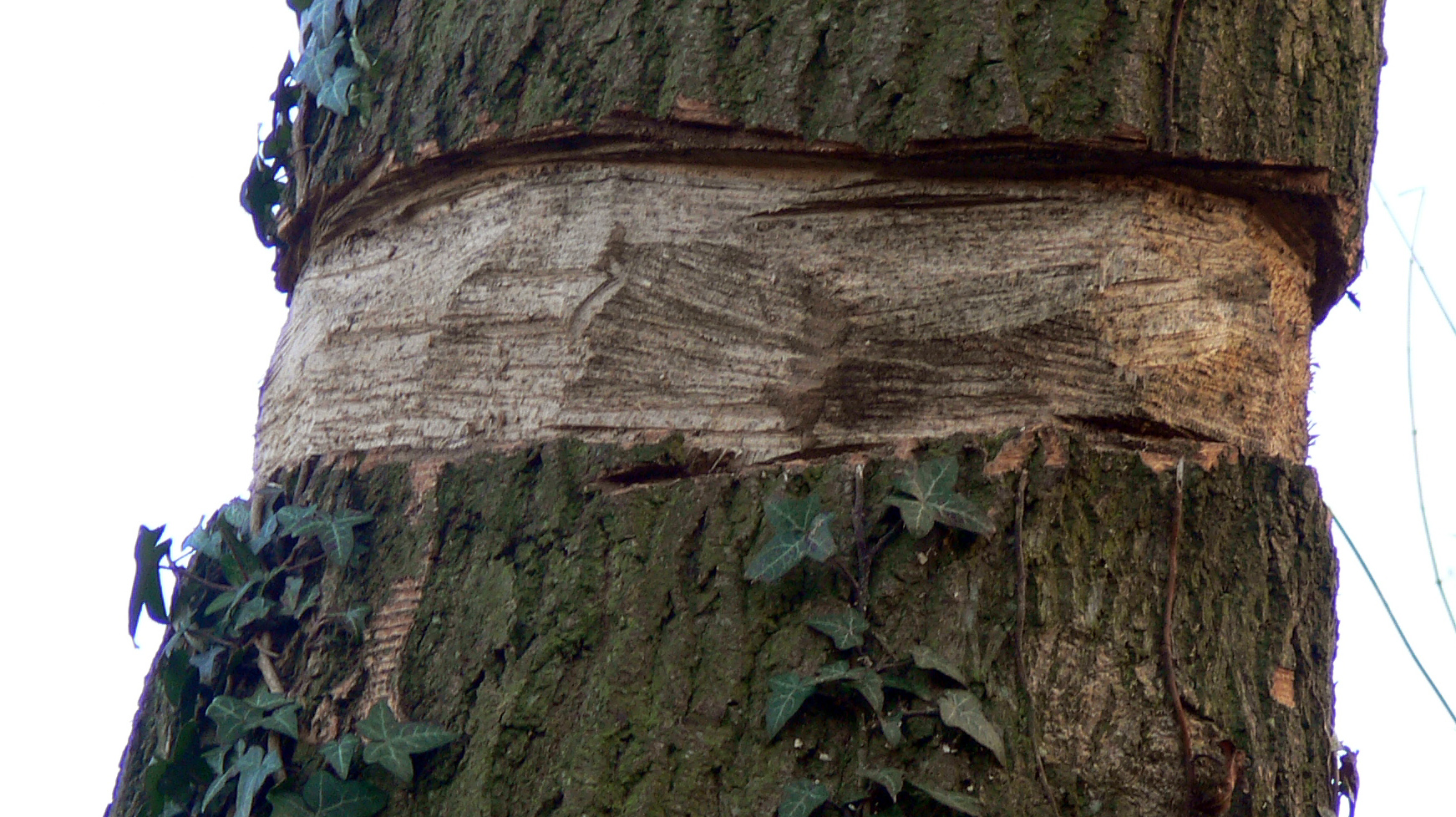
Exemple d'annélation.

On emploie des termes différents suivant les régions francophones concernées. Sont attestés par exemple les mots :  dessévage, ceinturage, cerclage ou surcenage . 
Le surcenage présente l'avantage d'être moins laborieux que l'essartage classique puisque l'on ne procède pas à l'arrachage des souches. Les arbres meurent sur pied. En revanche, il a l'inconvénient non négligeable d'être très long. C'est pourquoi, les chaumistes pratiquaient le surcenage pour agrandir leur surface d'alpage en le planifiant quelques mois, voire quelques années plus tôt. 
La pratique du surcenage, défrichement par incision des arbres est ainsi pratiquée soit pour en extraire clandestinement la résine destinée à fabriquer la poix soit pour enlever l'écorce de manière à faire périr l'arbre sur pied. Cet usage a donné son nom à maints lieux dits du massif vosgien notamment dans la région de Gérardmer et de Gerbépal : col du Surceneux,  la Surcenée,  Les Surceneux, le Cerceneux, le lieu-dit étant par ailleurs souvent assorti d'un patronyme pour le distinguer des autres
Une  forme apparentée existe dans le Nord-Est de l’Italie en  frioulan  avec les verbes cercinâ ou circinâ  ou  dans le Val de Fascia dans le  Trentin-Haut-Adige en haut-fascian avec la forme cercenèr. Dans les deux cas, ils ont le même sens et le même usage qu’en vosgien.